# ピーター・ラトクリフ
ピーター・ジョン・ラトクリフ（Sir Peter John Ratcliffe, 1954年5月14日 - ）は、イギリスの医学者、医師。専門は腎臓学。オックスフォード大学教授。
がん抑制遺伝子であるVHLによる低酸素応答の仕組みの研究で知られる。
ランカシャー出身。1972年にケンブリッジ大学のゴンヴィル・アンド・キーズ・カレッジを卒業、1978年に聖バーソロミュー医学学校を卒業し、1987年にケンブリッジ大学から医学博士号を取得した。1992年にオックスフォード大学の講師、1996年に教授となった。
2002年王立協会フェロー選出。2019年ウィリアム・ケリン、グレッグ・セメンザとともにノーベル生理学・医学賞を受賞した。

## 受賞歴
- 2009年 ルイ＝ジャンテ医学賞
- 2010年 ガードナー国際賞
- 2014年 ワイリー賞
- 2016年 アルバート・ラスカー基礎医学研究賞
- 2018年 マスリー賞
- 2019年 ノーベル生理学・医学賞